# フアン・オヘダ
フアン・マルセロ・オヘダ（Juan Marcelo Ojeda, 1982年11月10日 - ）は、アルゼンチン・サンタフェ州アロージョ・セコ出身のサッカー選手。CAセントラル・コルドバ・デ・ロサリオ所属。ポジションはゴールキーパー。

## 経歴
2004年5月28日のCAコロン戦でデビューした。2007年1月、CAリーベル・プレートに移籍した。フアン・パブロ・カリーソがSSラツィオに移籍する予定だったためにオヘダがポジションを掴むと思われたが、カリーソの移籍が延期になったためにオヘダはベンチとなった。2008クラウスーラを制した。2014年7月、プリメーラB・ナシオナルのCAヒムナシア・イ・エスグリマ・デ・フフイに移籍した。
2017-18シーズンよりプリメーラC（アルゼンチン3部）のCAセントラル・コルドバ・デ・ロサリオへ加入した。

## タイトル
リーベル・プレート
- プリメーラ・ディビシオン : 2008クラウスーラ